# Max Heydemann
Max Heydemann (* 3. Februar 1884 in Güstrow; † 27. Oktober 1956 in Altötting) war ein deutscher Politiker (SPD, USPD, KPD) und Journalist.

## Leben
Nach dem Besuch des Gymnasiums in Güstrow, Rostock und Waren studierte Heydemann in Freiburg/Breisgau, München und Jena Volkswirtschaftslehre und Geschichte. Seit 1907 Mitglied der SPD war er ab 1910 als Korrespondent für die sozialdemokratische Presse, u. a. in Wien und Paris tätig. 1915 während des Ersten Weltkrieges nach Deutschland zurückgekehrt, war er bis 1918 Soldat, während der Novemberrevolution Mitglied des Soldatenrates in Königsberg und trat der USPD bei. In diesem Zeitraum erregte der gläubige evangelische Christ Heydemann u. a. durch die Bemerkung Aufsehen, dass Rosa Luxemburg, Karl Liebknecht und Kurt Eisner wie Jesus Christus verkannte Märtyrer seien. 1919 wurde er in den Provinziallandtag der Provinz Ostpreußen und die Stadtverordnetenversammlung Königsbergs gewählt.
Innerhalb der USPD zum linken Flügel gehörend, welcher sich Ende 1920 mit der KPD zur VKPD zusammenschloss, wurde Heydemann auf dem Vereinigungsparteitag in den Zentralausschuss der Partei gewählt. Während der innerparteilichen Konflikte 1921 um die Märzaktion zu den Anhängern der Parteivorsitzenden Paul Levi und Ernst Däumig zählend, blieb Heydemann, der im März des Jahres auch bei einer Nachwahl in Ostpreußen in den Reichstag gewählt worden war, jedoch in der Partei und trat nicht zur KAG über. Im Provinziallandtag war er ab 1921 Mitglied der Fraktion der KPD und war ab dem 16. April 1925 fraktionslos.
Im Mai 1924 wurde Heydemann erneut in den Reichstag gewählt, im Dezember des gleichen Jahres verlor er sein dortiges Mandat und war kurzzeitig inhaftiert, wurde aber Mitglied des Preußischen Landtages. Nachdem die Parteiführung um Ruth Fischer und Arkadi Maslow im April 1925 alle KPD-Abgeordneten zum Kirchenaustritt aufgefordert hatte, verließ er die Partei und nahm sein Mandat zunächst als unabhängiger Abgeordneter wahr. Im Februar 1926 trat Heydemann wieder in die SPD ein und wurde auch bei den beiden folgenden Wahlen 1928 und 1932 wieder in den Landtag gewählt.
Während der Zeit des Nationalsozialismus war Heydemann von August bis Dezember 1934 im KZ Lichtenburg und von September 1944 bis März 1945 im Gestapo-Gefängnis Karlsbad inhaftiert. Nach dem Ende des Zweiten Weltkrieges ließ Heydemann sich in Perach nieder und war Mitglied des Kreistages von Altötting.